# Machairodontinae
Machairodontinae là một phân họ động vật có vú thuộc họ Mèo (Felidae). Chúng từng sống ở mọi châu lục trừ châu Nam Cực và châu Úc, trong khoảng thời gian từ thế Miocene đến thế Pleistocene (khoảng 23 triệu đến 11.000 năm trước).